# 程吕底亚

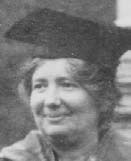
程吕底亚

程吕底亚 (Lydia A Trimble，1863年—1941年)，美以美会女传教士，在福建传教办学50余年，创办了福州华南女子大学。
程吕底亚出生于加拿大。美国爱荷华州西弗特尔师范学院毕业。1889年12月，26岁的程吕底亚受美以美会差遣，前往中国传教，驻福州。她曾在福清、莆田、平潭三处传教，在每处都开办了女子学校。1891年，她在福清创办毓贞女校，即现时之福清二中。1892年，她和蒲星氏在兴化府（莆田）开办内女学，即后日咸益女校的起源。1906年，她在平潭，开办了毓贤女学堂。 
1904年，程吕底亚赴美国洛杉矶参加美以美会常会，呼吁在中国南方建立一所女子大学，并着手开始募款筹备。1905年5月18日, 美以美会差会在上海决议，在福州筹建大学。1907年, 华南女子大学董事部成立, 任命程吕底亚为第一任主理（校长）。1908年1月，她所筹办的华英女子学堂先开办了预科班，校址设在仓前山倪厝弄所租民房内(今福州十六中校址)。1911年12月，在她主持下，在仓前山岭后新建两座校舍，分别以捐赠者姓氏命名为彭氏楼（Malian Payne Hall）和谷氏楼（Granson Hall）。1914年，迁入仓前山岭后新建校舍，开设了二年制本科班。1916年，改名为华南女子学校。1917年开设四年制本科班。1922年，华南女子大学获准在纽约州立大学注册，毕业生获得美国大学学士学位。又建造程氏楼（Lydia A.Trimble Hall）。华南女子文理学院旧址现在属于福建师范大学，已列为福建省文物保护单位。
1925年1月，62岁的程吕底亚辞去华南女子大学校长职务。驻福清、福州、闽清等地。1935年退休。1941年，程吕底亚在福州华南女子文理学院立雪楼病故，享年78岁，葬于洋墓亭。
程吕底亚的弟弟程医生（Garnet Trimble）于1914年中国福建，先后在古田和南平服务。他的儿子程闽岱(Robert Trimble)1915年在古田出生。1927年程医生回到美国。孙子程高登在2005年又前往福州，任教于华南女子学院。